# Faris Ramli
Faris Ramli (* 24. August 1992 in Singapur), mit vollständigen Namen Muhammad Faris bin Ramli, ist ein singapurischer Fußballspieler.

## Karriere

### Verein
Faris Ramli erlernte das Fußballspielen in der National Football Academy in Singapur. Seinen ersten Vertrag unterschrieb er 2010 bei den Young Lions. Die Young Lions sind eine U23-Mannschaft, die 2002 gegründet wurde. In der Elf spielen U23-Nationalspieler und auch Perspektivspieler. Ihnen soll die Möglichkeit gegeben werden, Spielpraxis in der ersten Liga, der S. League, zu sammeln. Für die Lions absolvierte er 48 Spiele in der ersten Liga. 2013 wechselte er zu den Singapore LionsXII. Die Lions Twelve waren ein Fußballverein aus Singapur, der von 2012 bis 2015 in der höchsten Liga von Malaysia, der Malaysia Super League, spielte. Hier stand er bis Ende 2015 unter Vertrag. 2013 wurde er mit dem Klub Meister. 2014 wurde er für drei Spiele an seinen ehemaligen Klub, die Young Lions, ausgeliehen. Mit den Lions XII gewann er 2015 den Malaysia FA Cup. Im Endspiel besiegte man Kelantan FA mit 3:1. Der singapurische Erstligist Home United nahm ihn ab 2016 unter Vertrag. Zum Spieler des Jahres wurde er 2017 gewählt. 2018 zog es ihn wieder nach Malaysia, wo er von dem Erstligisten PKNS FC aus Petaling Jaya verpflichtet wurde. Nach 21 Spielen und sechs Toren unterschrieb er Anfang 2019 einen Vertrag beim Ligakonkurrenten Perlis FA. Nachdem Perlis vom Verband gesperrt wurde, unterschrieb er Anfang Februar 2019 einen Vertrag beim ebenfalls in der ersten Liga spielenden Hougang United. Anfang 2020 wurde er vom Terengganu FA unter Vertrag genommen. Der malaysische Verein spielte in der ersten Liga, der Malaysia Super League. Für Terengganu stand er neunmal in der Super League auf dem Spielfeld. Im Januar 2021 kehrte er wieder nach Singapur zurück. Hier schloss er sich dem Erstligisten Lion City Sailors an. 2021 feierte er mit den Sailors die singapurische Meisterschaft. Im Februar 2022 gewann der mit den Sailors den Singapore Community Shield. Das Spiel gegen Albirex Niigata (Singapur) gewann man mit 2:1. Nach 41 Erstligaspielen wechselte er zu Beginn der Saison 2023 zu den ebenfalls in der ersten Liga spielenden Tampines Rovers.

### Nationalmannschaft
Faris Ramli spielte von 2011 bis 2015 dreizehnmal in der singapurischen U23-Nationalmannschaft. Seit 2010 spielt er außerdem für die A-Nationalmannschaft von Singapur und schoss bisher in 68 Länderspielen zehn Treffer.

## Erfolge
Singapore LionsXII
- Malaysischer Meister: 2013
- Malaysia FA Cup: 2015

Lion City Sailors
- Singapurischer Meister: 2021
- Singapore Community Shield: 2022

## Auszeichnungen
- Spieler des Jahres der Singapore Premier League: 2017